# MAL
MAL (англ. Mal, T-cell differentiation protein) – білок, який кодується однойменним геном, розташованим у людей на короткому плечі 2-ї хромосоми.  Довжина поліпептидного ланцюга білка становить 153 амінокислот, а молекулярна маса — 16 714.
| 10         |  | 20         |  | 30         |  | 40         |  | 50         |
| ---------- |  | ---------- |  | ---------- |  | ---------- |  | ---------- |
| MAPAAATGGS |  | TLPSGFSVFT |  | TLPDLLFIFE |  | FIFGGLVWIL |  | VASSLVPWPL |
| VQGWVMFVSV |  | FCFVATTTLI |  | ILYIIGAHGG |  | ETSWVTLDAA |  | YHCTAALFYL |
| SASVLEALAT |  | ITMQDGFTYR |  | HYHENIAAVV |  | FSYIATLLYV |  | VHAVFSLIRW |
| KSS        |  |            |  |            |  |            |  |            |

A: Аланін

C: Цистеїн

D: Аспарагінова кислота

E: Глутамінова кислота

F: Фенілаланін

G: Гліцин

H: Гістидин

I: Ізолейцин

K: Лізин

L: Лейцин

M: Метіонін

N: Аспарагін

P: Пролін

Q: Глутамін

R: Аргінін

S: Серин

T: Треонін

V: Валін

W: Триптофан

Задіяний у такому біологічному процесі як альтернативний сплайсинг. 
Локалізований у мембрані.